# Аскос
Аскос или Яникия (на гръцки: Ασκός, до 1927 Γιακίνια, Якиния) е село в Гърция, дем Лъгадина, област Централна Македония. Според преброяването от 2001 година селото има 1493 жители.

## География
Селото е разположено в северното подножие на Бешичката планина (Ори Волви), на 9 километра южно от село Сухо (Сохос). На практика е слято с разположеното на север от него Полидендри.

## История
През османската епоха Яникия първоначално е юрушко село, а по-късно турско мюсюлманско село със 153 къщи. След като селото попада в Гърция в 1913 година мюсюлманското население се изселва в Турция и в него в 1914 година са заселени гърци бежанци от източнотракийското село Аскос, по-късно и понтийски гърци от село Ахтас.